# Dodo (ラッパー)
dodo（ドド、1995年2月生まれ - ）は日本のラッパー。

## 来歴

### 生い立ちとラッパーとしてのデビュー、サイプレス上野とのビーフ
長野県長野市で誕生する。父親は市内にある富士通の工場で勤務していたが、不況の煽りを受けて部門が縮小、同様に工場がある神奈川県川崎市中原区に引っ越した。dodoが小学2年生のときだった。クラスの中でdodoは「ごく普通のタイプ」として過ごした。映画『デスノート』の主題歌として使われたレッド・ホット・チリ・ペッパーズを通して洋楽に興味を持ち、小学6年生でヒップホップに触れた。中学生のときケーブルテレビでアメリカのトップチャートを知ることが出来るようになり、ヒップホップに興味を持つ。はじめに好きになった曲はフロー・ライダーの『Low』だった。dodoは同曲が収められたアルバム『The Mail on Sunday』を親に買ってもらい、そこでリル・ウェインを知った。dodoはヒップホップに傾倒する中学生時代を過ごした。
高校時代は山岳部に所属する。部室がコンピューター室にあったため空いた時間にはミックステープダウンロードサイトであるDatPiffを見て過ごした。高校1年生の秋ごろ、ULTIMATE MC BATTLEの大会映像を見たことがきっかけで日本語ラップに興味を持つ。フリースタイルをはじめ、その延長で曲を作り始めた。dodoがアップロードした曲は、日本のラップミュージックのキュレーションサイト「JPRAP.COM」を主宰していたbenzeezyの目に留まった。benzezzyはdodoとメールをやり取りし、アルバム制作の計画が展開される。2013年に第3回BAZOOKA!!高校生ラップ選手権に出場するも、結果は惨敗だった。dodoは高校生ラップ選手権では「普通すぎるラッパー」というキャッチフレーズをつけられた。
dodoはその後活動を本格化させ、ソングライターとして順調に評価を高めていった。dodoは2014年、クラブで起こった行き違いをもとにサイプレス上野を「ディス」する楽曲を制作する。サイプレス上野は即座にアンサーを返し、dodoもそれに応じた。このビーフは大きな話題となり、dodoの知名度は飛躍的に高まった。しかし、ネットで不特定多数の人々から袋叩きにあったことがきっかけで、もともと寡作だったdodoの楽曲制作はさらに滞るようになった。そのまま彼はラッパーとしての活動を終え、予告されていたアルバムもついに出ることはなかった。

### 活動再開後のキャリア
「音楽を人生で長く続けていきたい」という思いから、高校卒業後に洗足学園音楽大学に入学。音楽音響デザインコースで楽曲制作を学び、大学2年生のときからトラックメイキングを始めた。トラックメイキングはラップ以上に感情を自由に表現することができたため、dodoは一時期「もうトラックだけ作ってたいな」と考えていた。2016年にはプロデューサーのsoakubeatsとともにEP『FAKE』を発表、2017年からは飲食店に就職し、一人暮らしを始めたことをきっかけに本格的に音楽活動を再開、『swagin like that』を発表した。dodoはかつての炎上がトラウマとなっており、ラッパーではなくトラックメイカーとして活動したいと考えていたが、「トラックだけで発表するのもなんだか味気ない」という理由からラップを載せ、そのまま引きずられるようにラップシーンに戻っていった。同曲はサイプレス上野とのビーフ以降に感じた思いをラップにしたものだった。また、この時期にリリースした『kill more it』は当時ネットで叩かれたことに対するアンサーとして作られた。dodoは自室にマイクや機材などを導入し、自前のスタジオである「10GOQSTUDIO（天国スタジオ）」を作り上げた。dodoは2018年1月19日にEP『default』を、3月9日にEP『pregnant』をそれぞれリリースした。『default』という盤名にはそれまで結果が出なかったという過去をdefault（初期化）したいという意味、『pregnant』にはすべて初期化された状態から新しいものが生まれたという意味が込められている。
dodoはその後も仕事と並行して音楽活動をするも、業務内容の過酷さに耐えられず退職した。仕事では生肉を扱っていたが、血に触れ過ぎたせいで自分では食べられなくなってしまった。dodoは川崎の実家に戻ったが、「社会に上手く適応出来ない」という感覚が残った。dodoは川崎市内にある職業訓練校で自動車整備を学びながら、実家の子供部屋をスタジオに楽曲制作を続けた。2019年2月1日には1stアルバム『importance』をリリースした
。また、同月にはファッションブランドTOGA (トーガ) がKOHHのブランドであるDogs (ドッグス) とコラボする際に描き下ろしイラストを提供した。dodoが高校生当時作ったオリジナルTシャツを元に、プライベートレ―ベルFNTの立ち上げを決意し書き上げたものだった。同年夏にはフジロックフェスティバル'19のROOKIE A GO GOステージに出演した。また、8月にはレッドブルのキュレーションするマイクリレー「RASEN」の第2弾に参加した。
1stアルバムのリリース以降は、3〜4週間に1曲という速いペースで楽曲を発表し、そのたびにMVも公開していた。これはdodoが職業訓練校を卒業し、就職することで音楽活動に専念できなくなることを考え、YouTubeのチャンネル登録者数を増やすためにもコンスタントな動画投稿が必要であると考えた結果だった。この間にdodoは「音楽である程度稼げるようになった」という実感を持ち、就職するのをやめて音楽業に専念することを決めた。このとき投稿した『im』はTikTokでも話題になり、MVは2022年現在までに1000万回以上再生されている。
2019年7月17日に2ndアルバム『normal』をリリースした。同アルバムは3月の終わりに行われる自主イベント「ひんしの会」に合わせ、2月に出される予定だったが新型コロナウイルスの影響でイベントが8月に延期され、それに応じて7月にリリース時期がずれ込んだ。盤名の『nomal』は自分が高校生ラップ選手権で「普通すぎるラッパー」というキャッチフレーズを付けられたことを踏まえ、「その当時の気持ちを今も持ち続けている」ことを表明するものであり、また、ヒップホップリスナーだけでなく、J-POPのリスナーにも聴いてもらいたいという思いも込められたものだった。

## 音楽性
ヒップホップにおいて最も重要であることは「如何にリアルであるのか？」ということだと考えており、誰も興味を持たない日本の「素」の部分をヒップホップと融合させることを目指している。自らのラップスタイルについて「ポテンシャルはあるけど、シーンになじめてないし、うまく活動ができてない」、「特殊な立ち位置」であると語っている。
| 「                    | 今の日本のヒップホップは、ワルで、不良っぽい層の人たちが人気者になっていると思うんですけど、人口比的に見ると、クラスの大半は「まあ、普通の子だよね」と言われるような層の人たちだと思うんです。親に「どういう子？」と訊いても、「普通の子」と答えられるような。自分が表現しているのは、そういう層の子どもが、社会的に大人になった姿で。 | 」 |
| —dodo(CINRA.NET 2020) | |    |

尊敬するビートメイカーとしてLondon on da Trackを挙げており、「リズム感を与えながら、ラップする余白を残しながら、ハーモニーを与える感性は天才だと思う」と評価している。「韻を踏むことがラップの定義である」と考えており、自分の歌詞について「韻を踏みすぎるが故に、遠回りな表現になってしまいがち」であると考えている。歌詞は実体験をベースにしており、リアルさにこだわっているが、「言葉には責任が伴う」ため歌詞を書く作業は難しく、あまり好きではないと語っている。また、「自分の書いた歌詞を読み返したくない」という理由から、自分がリリースした曲を聴き返すことはない。
imdkmはFNMNLのレビュー記事でdodoの楽曲性を「息の詰まるような閉塞感と倦怠を湛えた」ラップに「目の覚めるような鋭いパンチライン」が織り込まれたものであると評価し、『FAKE』にあった攻撃性が『swagin like that』では退き、「ライン同士の意味の連鎖がより散漫になり、詞の難解さが増した」と評した。imdkmはまた、『importance』のリリックには、ヒップホップの上昇志向やゲーム性からは距離を置きつつも「表現を通じて平衡を保ち、生きながらえる」彼の姿がそのまま凝縮されているとし、『true believer』には逆境の中での生きづらさと向き合い、付き合い続けることを選択する、そうした受容と肯定のプロセスが垣間見えると論じている。

### 制作環境
2017年当時はレオパレスのアパートで楽曲制作をしていたため、隣人から「壁ドン」されたこともあった。川崎市の実家に戻ってきた後は子供部屋をスタジオとして使っている。10goqstudioには防音設備がないため、家の前で子供たちが遊んでいると録音ができず、度々注意をしていたところ子供の間で噂になったこともあった。
DAWにはLogic Pro XとPro Tools 10を使い、使用音源はLogicの基本音源と「昔ついてきた」NI製品、加えてフリー音源を使っている。
MVは基本的にGoProで一発撮りしている。これはもともとdodoのPCのスペックが低く、動画の編集ができないことから始まったスタイルだった。

## ディスコグラフィー

### アルバム
| タイトル   | 発売日        | 備考   |
| ---------- | ------------- | ------ |
| importance | 2019年2月1日  | [ 13 ] |
| normal     | 2019年7月17日 | [ 20 ] |
| again      | 2022年1月11日 | [ 21 ] |
| coronas    | 2024年1月13日 |        |
| neutral    | 2024年8月8日  |        |

### EP
| タイトル | 発売日        | 備考   |
| -------- | ------------- | ------ |
| default  | 2017年1月19日 | [ 10 ] |
| pregnant | 2018年3月9日  | [ 11 ] |

### シングル
| タイトル         | 発売日         | 備考                |
| ---------------- | -------------- | ------------------- |
| swagin like that | 2017年10月3日  | [ 22 ]              |
| xxxmass          | 2017年12月8日  | [ 23 ]              |
| underground      | 2018年2月8日   | [ 24 ]              |
| hell             | 2018年5月7日   | [ 25 ]              |
| stuckinlife      | 2018年6月26日  | [ 26 ]              |
| hitory           | 2018年11月5日  | [ 27 ]              |
| no pain no gain  | 2019年5月7日   | [ 28 ]              |
| nothin           | 2019年7月21日  |                     |
| renq             | 2019年8月15日  | [ 29 ]              |
| im               | 2019年9月4日   | [ 30 ]              |
| joke             | 2019年9月26日  | [ 31 ]              |
| ccc              | 2019年10月24日 | [ 32 ]              |
| owner            | 2019年11月17日 | [ 33 ]              |
| nenshi           | 2019年12月28日 | [ 34 ]              |
| Fo               | 2019年11月17日 | [ 35 ]              |
| nothin           | 2019年7月21日  | [ 36 ]              |
| nirvana          | 2021年1月20日  | tofubeatsとの合作。 |
| survive          | 2021年2月17日  | [ 38 ]              |
| she got          | 2021年3月10日  |                     |
| better           | 2021年4月14日  |                     |
| bonsai           | 2021年5月30日  |                     |
| town             | 2021年10月17日 |                     |
| idee             | 2022年11月10日 |                     |
| heytony          | 2022年12月15日 |                     |
| mypace           | 2023年2月3日   |                     |
| poi              | 2023年4月12日  |                     |
| thanks           | 2023年9月20日  |                     |
| mount            | 2024年3月29日  |                     |
| Neko             | 2024年5月31日  |                     |

### 参考資料
- Δ (2012年9月5日). “dodo「ショートインタビュー」”.   rev3.11. 2013年6月13日時点のオリジナルよりアーカイブ。2021年3月3日閲覧。
- 磯部涼 (2018年11月9日). “磯部涼×細倉真弓『川崎ミッドソウル』 アフター『ルポ 川崎』”.   CINRA.NET. 2021年3月3日閲覧。
- Mizuki Kanno (2019年3月28日). “Breakthrough Music for 2019 #07 dodo”.   スペースシャワーネットワーク. 2021年3月3日閲覧。
- “INTERVIEW FILE : dodo”.   blackfilesstv (2019年6月21日). 2021年3月3日閲覧。
- THE MAGAZINE (2019年7月18日). “dodo インタビュー”.   TuneCore Japan. 2021年3月3日閲覧。
- Keita Takahashi (2019年8月15日). “dodoインタビュー『自分を応援してくれるひとたちにラブを送らないと』”.   Red Bull. 2021年3月3日閲覧。
- 宮崎敬太 (2019年8月18日). “「ラブをあげないと、ラブは返ってこない」　ファンの存在を意識して変化したdodoのバイブル｜好書好日”.  朝日新聞社. 2021年3月3日閲覧。
- miwa goroku (2020年7月16日). “「僕はタグがつかないマイノリティ」 dodo がおくる新しい 『ノーマル』 | Portraits | THE FASHION POST”.   THE FASHION POST. 2021年3月3日閲覧。
- 高山敦 (2020年7月18日). “リアルさが共感を呼ぶラッパーdodo 　“ノーマル”という名の新境地へ”.   WWDJAPAN.com. 2021年3月3日閲覧。
- 天野史彬 (2020年8月13日). “dodoは名もなき人生をラップする もうゲームの勝ち方に興味はない - インタビュー : CINRA.NET”.   CINRA.NET. 2021年3月3日閲覧。